# Adriano Tomasi
Adriano Tomasi Travaglia OFM (Trento, Italia, 1 de noviembre de 1939)  es un sacerdote franciscano y obispo ítalo-peruano, que se desempeña como Obispo Auxiliar Emérito de Lima.

## Biografía
Nacido en Gardolo di Mezzo-Meano un poblado de Trento, Italia 
Es el tercer hijo del matrimonio de Giuseppe Tomasi y Luigia Travaglia. 
Siguiendo su vocación religiosa, ingresó al Seminario Menor de los Padres Franciscanos de Trento.
Fue ordenado sacerdote el 28 de junio de 1964. 
Luego de residir en Hong Kong, donde aprendió el idioma chino cantonés. Llegó al Perú en 1968, y dedicó su ministerio sacerdotal en la arquidiócesis de Lima (Perú), donde colaboró con Mons. Ferrucio Ceol en la educación de niños y jóvenes de ascendencia china, particularmente en el Colegio Juan XXIII del distrito de San Miguel. Obtuvo el bachillerato en Teología en la Facultad de Teología Pontificia y Civil de Lima.
Fue vicario pastoral de la Comunidad China en Lima. 
Ha sido presidente del «Consorcio de Centros Educativos Católicos del Perú», miembro del «Consejo Mundial por la Educación Católica» (OIEC) y presidente de la «Confederación Interamericana de Educación Católica» (CIEC) hasta diciembre del año 2001.

## Episcopado
El 16 de febrero de 2002, el papa Juan Pablo II lo nombró Obispo Titular de Obbi y Obispo Auxiliar de Lima. 
Recibió la ordenación episcopal el 7 de abril de ese mismo año. 
El papa Francisco le aceptó la renuncia al episcopado en abril de 2019 al haber alcanzado el límite de edad.